# آرامگاه ژنرال

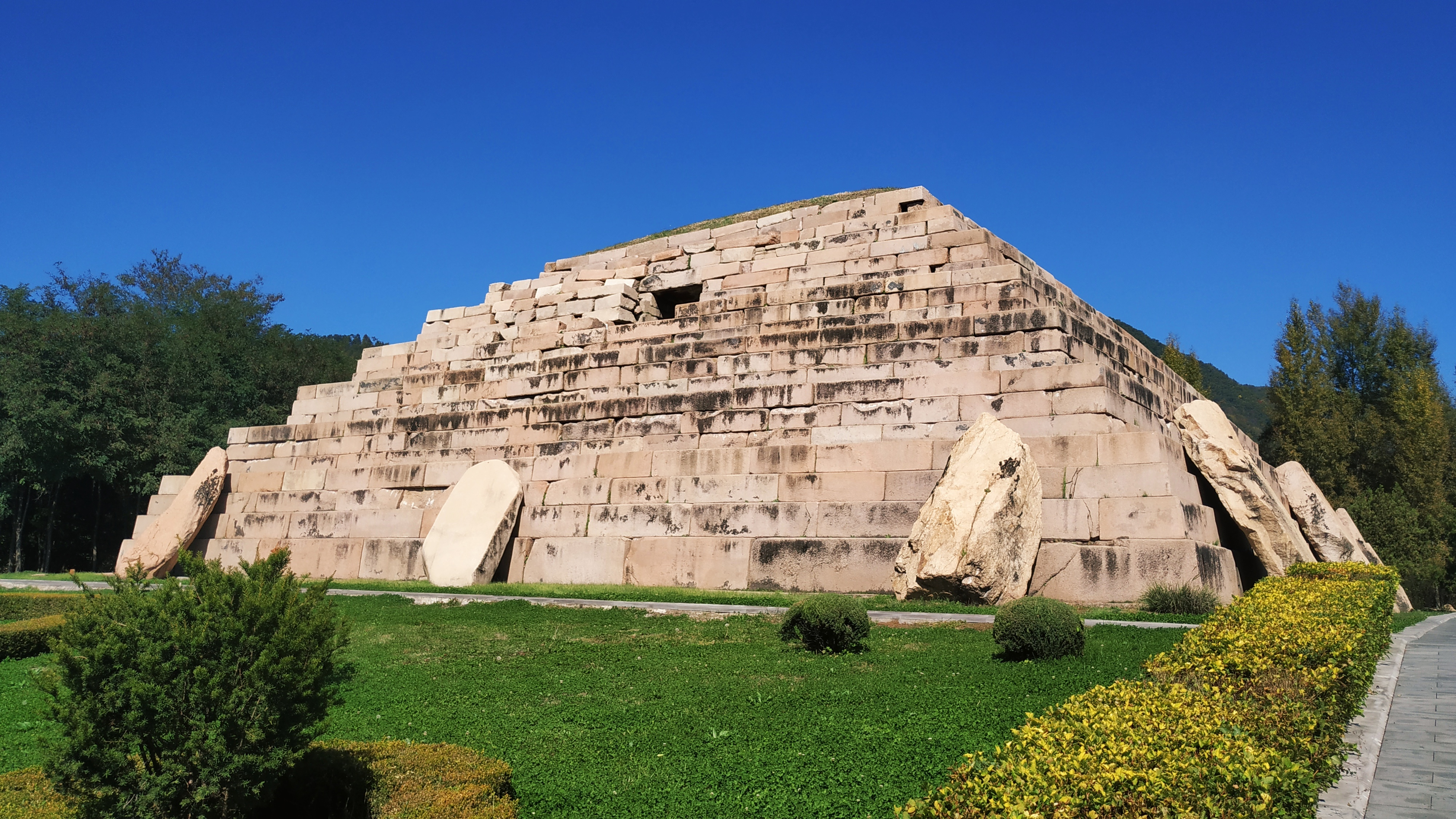
آرامگاه ژنرال (احتمالا پادشاه جانگسو)

آرامگاه ژنرال (کره‌ای: Janggun-chong، هانگول: 장군총، چینی سنتی: 將軍冢)، یک هرم باستانی کره‌ای است که با نام هرم شرق نیز شناخته می‌شود. گمان می‌رود که این هرم، آرامگاه پادشاه گوانگه‌تو بزرگ یا پسرش پادشاه جانگسو باشد که هر دو از پادشاهان بزرگ سابق گوگوریو بوده‌اند.
این هرم در جایی واقع شده است که قبلاً با نام گونگ نه، یکی از پایتخت‌های گوگوریو، شناخته می‌شد و اکنون جی آن، استان جی لین، چین است. این هرم در سال ۱۹۰۵ «دوباره کشف» شد.
قاعده هرم تقریباً ۷۵ متر از هر طرف، تقریباً نصف اندازه اهرام مصر و یازده متر ارتفاع دارد. این هرم از ۱۱۰۰ بلوک سنگی تراش‌خورده تشکیل شده است. سنگ‌های بزرگی، هر کدام با ابعاد تقریبی ۳ × ۵ متر، در اطراف پایه هرم قرار داده شده بودند و هنوز هم می‌توان آنها را مشاهده کرد. اندازه عظیم این مقبره، گواهی بر قدرت نخبگان گوگوریو و توانایی این پادشاهی باستانی در بسیج تعداد زیادی از مردم برای پروژه‌های ساختمانی است.
مقبره به سبک هرمی، نمونه‌ای از فرهنگ گوگوریو بود و شیوه‌های تدفین به پادشاهی باکجه منتقل شد، جسد نخبگان متوفی بر روی «پایه‌ای سنگی، احاطه شده با سنگ، و سپس توسط یک سکو یا هرم مستطیل شکل از سنگ‌های تراشیده شده» قرار داده می‌شد. طراحی مقبره‌ها شامل ورودی‌ها و گذرگاه‌هایی بود که سرقت قبر را تسهیل می‌کرد، بنابراین، مانند اکثر مقبره‌های گوگوریو و باکجه، مقبره ژنرال حاوی هیچ اثر باستانی نیست. چهار مقبره دولمن نیز در هر گوشه هرم قرار داده شده بود.
بازسازی مقبره فرضی دانگون توسط کیم ایل سونگ بر اساس مقبره ژنرال (احتمالا پادشاه جانگسو) انجام شده است.